# Bar Timor
Bar Timor (in ebraico בר טימור‎?; Haifa, 2 marzo 1992) è un cestista israeliano con cittadinanza tedesca.

## Carriera
Con Israele ha disputato due edizioni dei Campionati europei (2015, 2017).

## Palmarès
- Campionato israeliano: 2

Hapoel Gerusalemme: 2014-15, 2016-17
- Coppa di Germania: 1

Alba Berlino: 2014
- Coppa di Israele: 2

Hapoel Gerusalemme: 2018-19, 2019-20
- Supercoppa tedesca: 1

Alba Berlino: 2013
- Coppa di Lega israeliana: 3

Hapoel Gerusalemme: 2014, 2016, 2019
- Eurocup: 1

Hapoel Tel Aviv: 2024-2025